# Kort film om tro
Kort film om tro er en dansk dokumentarfilm fra 2005, der er skrevet og instrueret af Nikolai Østergaard.

## Handling
Instruktøren er vokset op uden et særligt forhold til religion, men som voksen er han begyndt at gå i kirke og har lært at tro på Gud. I filmen fortæller han, at det har givet ham en følelse af, at det fantastiske er muligt - også for ham. På billedsiden veksles mellem ritualer ved en gudstjeneste og byhuse i skumringen.